# Novohlačniki
Novohlačniki (v izvirniku nemško Knickerbocker-Bande) je zbirka mladinskih kriminalnih povesti, ki jih je napisal avstrijski pisatelj Thomas Brezina. Glavni junaki so štirje prijatelji, ki vedno naletijo na kakšen primer in ga potem seveda rešijo. Lieselotte Schroll (Lilo) je najstarejša članica novohlačnikov in vedno rada raziskuje ter razmišlja. Njen vzdevek je »superglavica«. Paula Monowitsch je najmlajša novohlačnica. Obožuje živali in je rada koristna. Ne mara svojega imena, zato jo prijatelji kličejo »Popi«. Potem je še tu Dominik Kascha, ki je izvrsten igralec in rad govori zapleteno da gre drugim na živce. Aksel Klingmeier pa je športen fant in zelo rad zasleduje ljudi, ko je potrebno. Vsi štirje živijo v Avstriji, vendar se skoraj vsi njihovi primeri odvijajo v drugih državah. 

## Knjige iz zbirke
- Zmaj straši opolnoči
- Ura v stolpu bije trinajst
- NLP Amadeus
- Fantom na šoli
- Izgubljeni v džungli
- skrivnost snežne pošasti
- Sod z mrtvaško glavo
- Kje se skriva dragocena štorklja?
- Na sledi piratom z bodenskega jezera
- Prekletstvo črnega viteza
- Mlin strahov
- Noč vampirjev bele klobasice
- Za prepovedanimi vrati
- Prišlo je iz ledu
- Govoreči grob
- Diamantno obličje''
- Zaklad poslednjih zmajev
- Krik zlate kače
- Maska z žarečimi očmi
- Zlato grofa Drakula
- SOS z ladje duhov
- Ko se prebudi ledeni človek
- Fantom na šoli straši naprej
- Bitje iz hudičeve soteske
- Računalniški demon
- Čokolada groze
- Sultanov zombijevski meč
- Pošastna kukavica
- Titanik oglasi se prosim!
- Prikazen na stadionu